# شهرستان پانولا (تگزاس)
پانولا یکی از شهرستان‌های ایالت تگزاس می‌باشد.
این شهرستان در شرق این ایالت است.
جمعیت این شهرستان در سال ۲۰۱۰ میلادی معادل ۲۳٬۷۹۶ نفر بود.